# Acuerdo naval anglo-germano

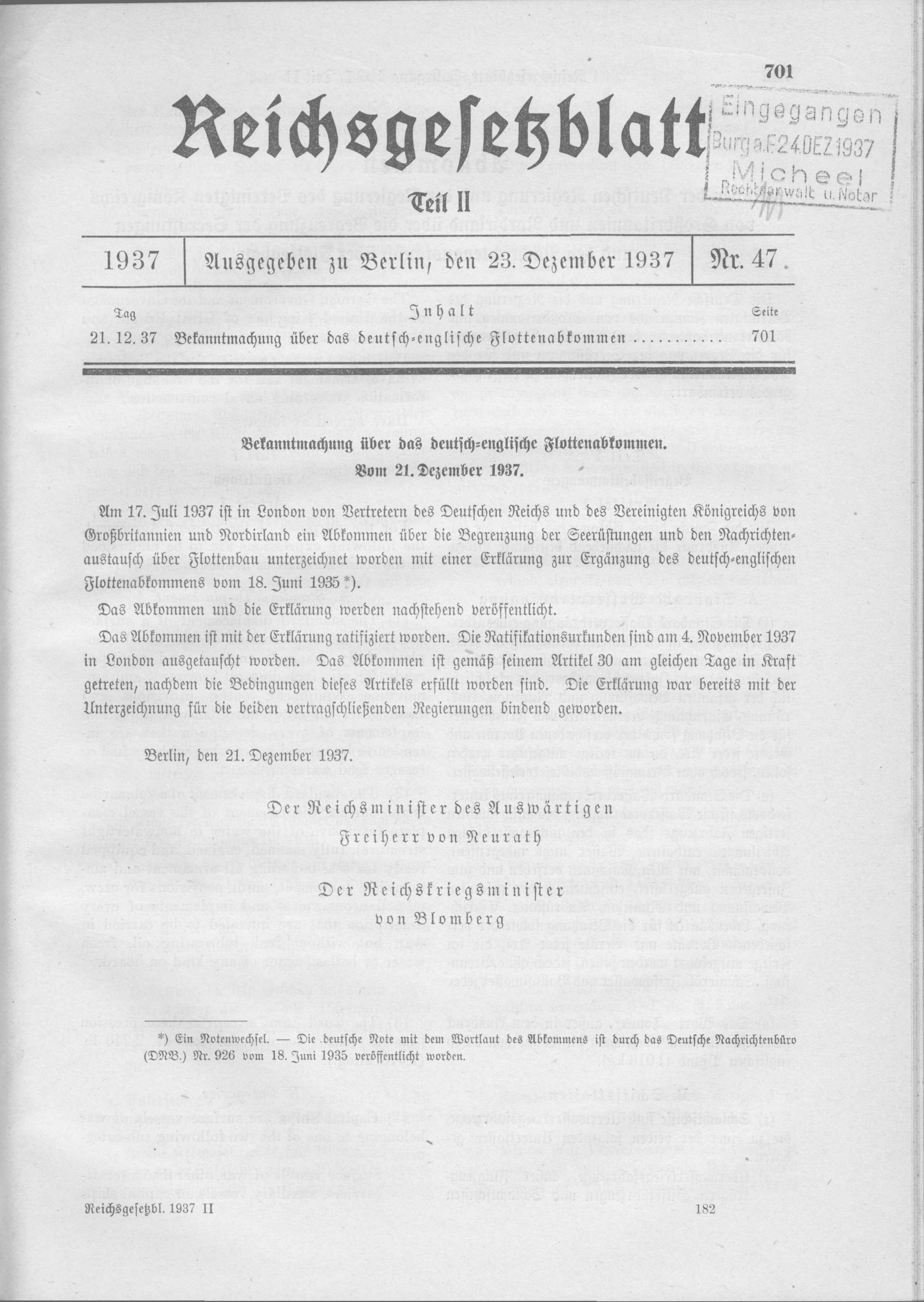
Gaceta Alemana 1937

El Acuerdo naval anglo-germano fue un convenio bilateral de 1935, pactado entre el Reino Unido de Gran Bretaña e Irlanda del Norte y la Alemania nazi donde se autorizaba la creación de una flota de guerra alemana, pero limitándola al 35% del tamaño de la Marina Real Británica. De esta forma el Reino Unido daba su aprobación el rearme alemán anunciado por Hitler tres meses antes, en clara violación del Tratado de Versalles.
Siendo parte del proceso de apaciguamiento antes de la Segunda Guerra Mundial, el acuerdo dio cabida a la violación de restricciones por parte de Alemania, limitaciones impuestas por el Tratado de Versalles que indujeron a la crítica internacional y originaron un distanciamiento entre los franceses y los británicos.
- Datos: Q707678